# Pinilla de Toro
Pinilla de Toro település Spanyolországban,  Zamora tartományban. Pinilla de Toro Vezdemarbán, Tiedra, Benafarces, Villalonso, Villavendimio, Villardondiego, Pozoantiguo és Abezames községekkel határos. Lakosainak száma 184 fő (2024).

## Népesség
A település népessége az utóbbi években az alábbiak szerint változott:
| Lakosok száma | 371  | 344  | 310  | 295  | 272  | 261  | 236  | 232  | 200  | 184  |
|               | 2001 | 2004 | 2007 | 2009 | 2012 | 2014 | 2017 | 2019 | 2022 | 2024 |